# UNI Mello
UNI Mello（ユニメロ）はポニーキャニオンとハローによるバーチャルYouTuberアイドルグループ。
UNI MelloはUNITY×MELLOWを掛け合わせた造語。グループ全体のファンを「めろんちゅ」と呼び、ユニメロを示すファンマークとして虹と音符（🌈🎼）が使われる。

## 概要
メンバーは全7名。「楓」「世解」「耀」「雨音」「灯歌」「白藤」「瞬」からなるバーチャルYouTuber（VTuber）アイドルグループ。
公式YouTubeチャンネルでは毎日、メンバーによる生配信を行なっており、他に歌ってみた動画などもアップロードされている。SNSは、UNI Mello公式Twitter以外にメンバー個人のアカウントも存在する。
2022年3月16日、メンバーの1人である雨音の『#歌ってみた』がYouTubeにアップロードされ本格始動、同月26日にはメンバー全員揃っての初配信が行われた。同年9月に初めてのオフ会イベントの開催、同月28日に初のオリジナル楽曲「Find out SHANGRI-LA」を配信限定でリリース、メジャー・デビューを果たす。2023年3月、一周年を迎え新メンバー、桜弥（はるや）が加入し再スタートするも、同年10月をもってグループ活動終了。以降、雨音、耀、瞬、桜弥は個人活動。楓、白藤は活動終了。

## メンバー
それぞれに担当音階とメンバーカラーが決まっている。UNI Mello全体のファンを表す「めろんちゅ」の他に個人のファンを表すファンネームも存在。

### 楓(かえで)
Let'sポジティブ！笑顔がまぶしいわんこ系少年！
| 誕生日  | 身長  | 趣味           | 特技                                                                        | カラー | マーク       | ファンネーム |
| ------- | ----- | -------------- | --------------------------------------------------------------------------- | ------ | ------------ | ------------ |
| 11月9日 | 171cm | ヨーヨー、読書 | 人の顔、名前、特徴をすぐに覚えられる いつでもどこでもどんな状況でも寝られる | 赤     | かえで（🍁） | かえぷる     |

### 世解(せかい)
ほとばしる感性！才色兼備のアーティスティックボーイ！
| 誕生日  | 身長  | 趣味 | 特技                     | カラー | マーク     | ファンネーム |
| ------- | ----- | ---- | ------------------------ | ------ | ---------- | ------------ |
| 7月11日 | 170cm | 作曲 | 帰納法で解を導き出すこと | 空色   | 地球（🌐） | 解答者       |

### 耀(よう)
クールな瞳に宿る情熱！雑食系小悪魔男子！
| 誕生日  | 身長  | 趣味       | 特技             | カラー | マーク           | ファンネーム   |
| ------- | ----- | ---------- | ---------------- | ------ | ---------------- | -------------- |
| 3月21日 | 167cm | アニメ鑑賞 | 利きミルクティー | 緑     | クローバー（🍀） | 耀星(ようせい) |

### 雨音(あまね)
美しき歌声に潜む狂気！謎多き沼系美少年！
| 誕生日  | 身長  | 趣味     | 特技                       | カラー | マーク     | ファンネーム |
| ------- | ----- | -------- | -------------------------- | ------ | ---------- | ------------ |
| 10月8日 | 170cm | 人間観察 | ビブラート、オペラっぽい声 | 藍     | かさ（☂️） | 未定         |

### 灯歌(ともか)
スマートにマイウェイ！自由な放し飼いイケメン！
| 誕生日  | 身長  | 趣味         | 特技 | カラー | マーク           | ファンネーム |
| ------- | ----- | ------------ | ---- | ------ | ---------------- | ------------ |
| 12月8日 | 173cm | 犬を吸うこと | FPS  | 黄     | きらきら（✨✨） | 未定         |

### 白藤(しらふじ)
溢れんばかりの包容力！ちょっぴり大人の頼れるアニキ！
| 誕生日  | 身長  | 趣味 | 特技       | カラー | マーク       | ファンネーム |
| ------- | ----- | ---- | ---------- | ------ | ------------ | ------------ |
| 4月29日 | 182cm | 落語 | 寝かしつけ | 紫     | 富士山（🗻） | 藤っコ       |

### 瞬(しゅん)
いつも心に太陽を！爽や脳筋系ナイスガイ！
| 誕生日  | 身長  | 趣味               | 特技               | カラー   | マーク     | ファンネーム       |
| ------- | ----- | ------------------ | ------------------ | -------- | ---------- | ------------------ |
| 6月21日 | 174cm | 筋トレ、料理、演劇 | たくさん食べること | オレンジ | 太陽（☀️） | ひまちゃんず(暫定) |

## リリース
- 「Find out SHANGRI-LA」　2022年9月23日
- 「YOUTOPIA」　2022年10月26日
- 「Colorful Broadcasting」　2022年11月15日
- 「セントグラフィ」　2022年12月7日
- 「陽のあたる道」　2022年12月21日

## 歌ってみた
- Lemon/米津玄師、雨音、2022年3月16日
- 灰色と青(+菅田将暉)/米津玄師、耀、2022年3月22日
- 幽霊東京/Ayase、灯歌、2022年3月29日
- LA・LA・LA LOVE SONG/久保田利伸、楓、2022年4月6日
- 病名は愛だった/Neru&z'5、世解、2022年4月26日
- ルビーの指環/寺尾聰、白藤、2022年5月3日
- シュガーヘイト/luz×nqrse×ぷす、瞬、2022年5月14日
- RESTART POiNTER/IDOLiSH7、ユニメロ、2022年5月17日
- ロメオ/HoneyWorks、雨音&瞬、2022年9月23日
- Knockin'Fantasy/Switch、Sweeet Monsters[7]、2022年9月25日

## イベント
- 「ユニメロはじめてのオフ会」（2022年9月18日、カラオケの鉄人新宿大ガード店）
- 「ユニメロはじめてのファンミーティング」（2022年11月27日、秋葉原エンタス）

## 書籍
- VTuberスタイル10月号（2022年9月28日、アプリスタイル）

### ツイッターアカウント
- 公式：@UNIMello_info
- 楓：@UNIMello_kaede
- 世解：@UNIMello_sekai
- 耀：@UNIMello_yo
- 雨音：@UNIMello_amane
- 灯歌：@UNIMello_tomoka
- 白藤：@UNIMello_fuji
- 瞬：@UNIMello_shun